# Bo Löfvendahl
Bo Löfvendahl, Bo Lennart Löfvendahl, född 10 maj 1952 i Voxtorps församling i Jönköpings län, är en svensk kulturjournalist, recensent, krönikör och språkvårdare på dagstidningen Svenska Dagbladet. 
Han är musikredaktör och ansvarig för Svenska Dagbladets bevakning av konstmusik, till exempel operor och musikaler, samt jazz, folk- och världsmusik. Löfvendahl är ledamot i Mediespråksgruppen, som är Tidningarnas Telegrambyrås samarbetsgrupp i språkvård. Mediespråksgruppen ansvarar för TT-språket, en samling skrivregler och skrivtekniska rekommendationer för svenska journalister.
Han har deltagit i olika musikdebatter och i andra kulturpolitiska diskussioner, bland annat rörande Sveriges Radio. Bo Löfvendahl sitter i juryn för Svenska Dagbladets operapris. Han var med i juryn för en tävling som Svenska institutet utlyste 2004.
Löfvendahl skriver språkspalter i Svenska Dagbladet, om än något sporadiskt. Detta gör han med de frilansande medarbetarna Viveka Adelswärd, Olle Josephson och Siv Strömquist. Han har skrivit i tidskriften Språkvård, som ges ut av Språkrådet. Bo Löfvendahl har även översatt polska visor till svenska.
Han medverkade i programmet Lantz i P3 i Sveriges Radio den 30 mars 2006. Den 14 februari 2007 i det nya Lantz i P1.